# Товарищество пиво- и медоваренного завода Ивана Дурдина
Товарищество пиво- и медоваренного завода Ивана Дурдина — пивоваренное предприятие (завод) Российской империи.

## История
В 1876 году Иван Алексеевич Дурдин с сыновьями Иваном и Андреем получили разрешение на учреждение «Товарищества пиво- и медоваренного завода Ивана Дурдина» с основным капиталом в 1 миллион 200 тыс. рублей, разделённым на 1200 паёв. До этого момента он с братом — Александром Алексеевичем Дурдиным — к 1839 году уже владели двумя пивоваренными заводами в Санкт-Петербурге. В 1848 году они купили соседний со вторым пивным заводом участок земли, где были выстроены новые здания солодовни, ледников и складов, позволивших расширить производство. Главный производственный корпус завода и здание солодовни были спроектированы архитекторами Геккером и Юргенсом.
Площадь, занимаемая заводом по Обводному каналу  № 175, у Ново-Калинкина моста, составляла 10 800 кв. саженей. Предприятие имело 5 паровых машин в 300 лошадиных сил, 3 паровых котла с площадью нагрева в 2100 кв. футов, 3 заторных порядка, собственные аппараты для производства дрожжей чистой культуры. Рабочих было 380 человек, для развозки товара имелись собственные конюшни на 100 лошадей. Товарищество имело собственные склады в Царском Селе, в Петергофе, Кронштадте, Шлиссельбурге, Новой Ладоге и Кашине. Завод Дурдиных вошёл в пятерку ведущих пивоваренных предприятий Санкт-Петербурга.
В 1857 году «Товарищества пиво- и медоваренного завода Ивана Дурдина» Дурдин получило особую привилегию — право разливать продукцию в бутылки с изображением Государственного герба. Оно участвовало в Российских выставках в 1850, 1862 и 1870 годах, а также в иностранных выставках в 1873, 1876 и 1893 годах. Пивоваренный завод Товарищества выпускал популярные марки пива «Пильзенское», «Кабинетное», «Столовое», «Богемское», «Шведское», «Чёрное», «Баварское светлое» и «Баварское темное», а также «Дурдинское светлое» и «Дурдинское темное». Особняком стоял «Английский портер» — тёмное пиво с высоким содержанием алкоголя, в значительной степени составивший славу Товариществу. Выпускались также квасы, лимонады, напитки на меду («Мёд № 1», «Мёд № 2» и «Мёд фруктовый»). Ежегодно Товарищество выпускало около миллиона вёдер пива и иных напитков и имело широкую розничную сеть по продаже — только в Санкт-Петербурге было 12 его фирменных магазинов.
В 1914 году в Российской империи был объявлен сухой закон, и монополия на производство спиртных напитков перешла в руки государства. После Октябрьской революции предприятия Дурдиных были национализированы. Согласно постановлениям ВСНХ РСФСР 1918 года,  предприятия пивоваренной и дрожжевой промышленности страны были переданы в ведение секции пищевых и вкусовых веществ совнархоза Северной области. В 1921 году они были подчинены Пищевому тресту, в 1922—1924 годах переданы потребительской кооперации. В 1926 году бывшее предприятие Дурдиных стало называться «Государственный солодово-дрожжевой завод»; с 1928 года — «Солодо-дрожжевой завод Пищетреста»; в 1932 году он был переименован в «Ленинградский государственный дрожжевой завод» и с 1933 года находился в ведении Ленинградского областного треста бродильной промышленности. В 1935 году перешёл в подчинение Главного управления пивоваренной и дрожжевой промышленности (Главпиво) Наркомата пищевой промышленности СССР и стал называться «Ленинградский государственный дрожжевой завод», находясь в ведении  Ленинградского областного треста бродильной промышленности (занимался производством хлебопекарных дрожжей и минеральных вод). В настоящее время входит в Ленинградский  государственный дрожжевой завод ОАО «Комбинат пищевых продуктов».
Здание солодовни включено в Единый государственный реестр объектов культурного наследия (памятников истории и культуры) народов Российской Федерации в качестве объекта культурного наследия регионального значения (на основании распоряжения комитета по государственному контролю использованию и охране памятников истории и культуры №10-22 от 21.07.2009 г.).

## Фотогалерея

"Продукция
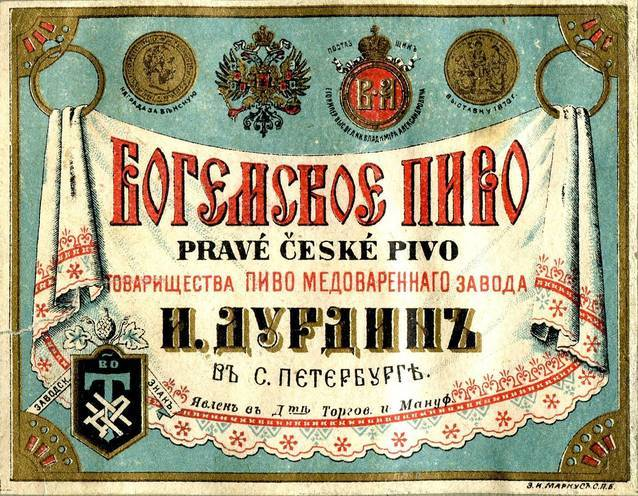
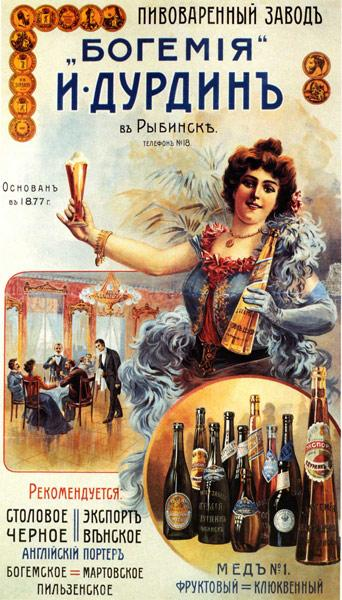
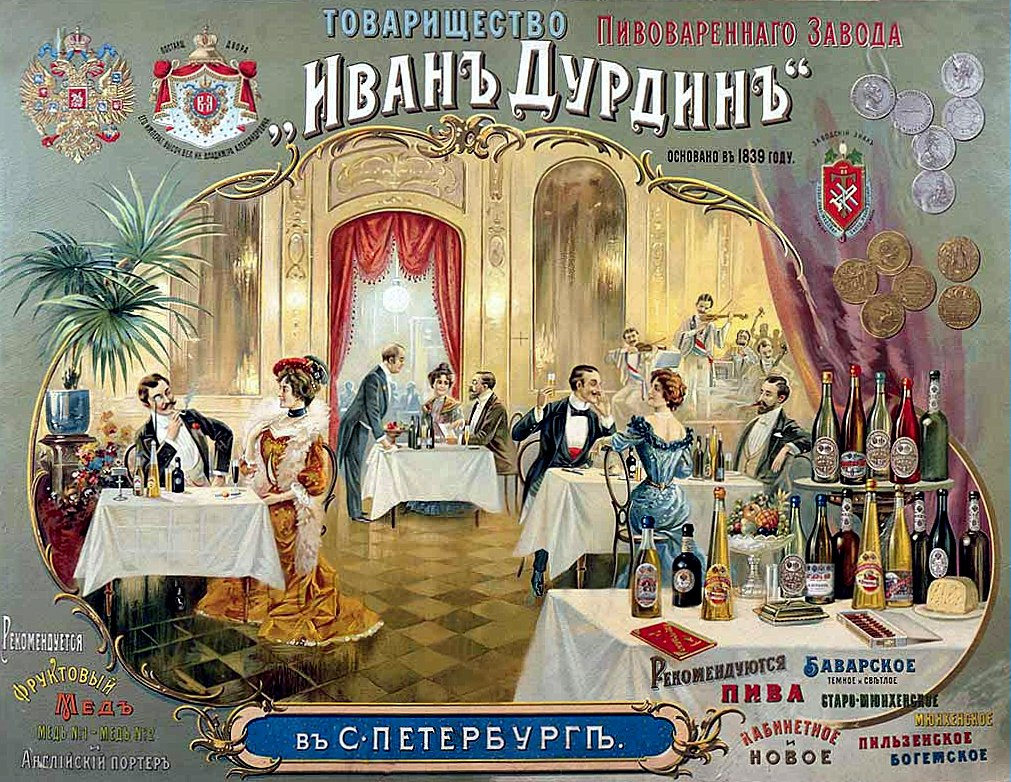
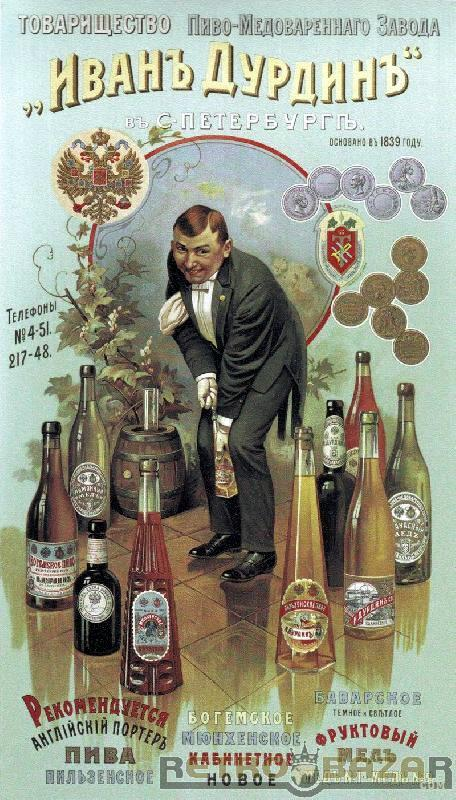
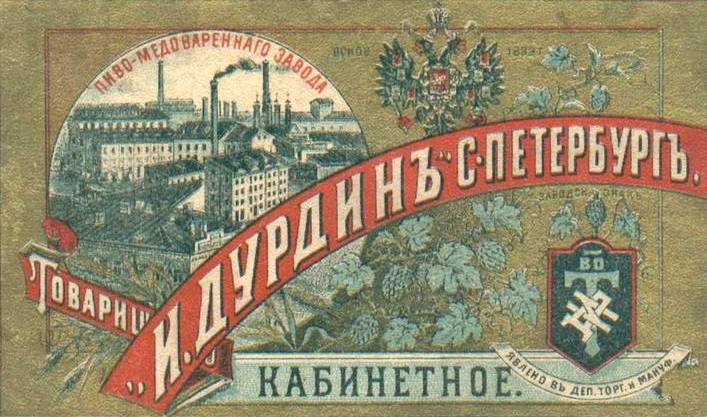

- Продукция и реклама Товарищества «Иван Дурдин»